# Немениці (Свентокшиське воєводство)
Немениці (пол. Niemienice) — село в Польщі, у гміні Садове Опатовського повіту Свентокшиського воєводства.
Населення — 302 особи (2011).
У 1975-1998 роках село належало до Тарнобжезького воєводства.

## Демографія
Демографічна структура на день 31 березня 2011 року:
|          | Загалом | Допрацездатний вік | Працездатний вік | Постпрацездатний вік |
| -------- | ------- | ------------------ | ---------------- | -------------------- |
| Чоловіки | 153     | 42                 | 94               | 17                   |
| Жінки    | 149     | 34                 | 78               | 37                   |
| Разом    | 302     | 76                 | 172              | 54                   |